# سام باينز
سام باينز (بالإنجليزية: Sam Baines) هو منافس ألعاب قوى أسترالي، ولد في 8 فبراير 1991.

## وصلات خارجية
- سام باينز على موقع الاتحاد الدولي لألعاب القوى (الإنجليزية)
- سام باينز على موقع النتائج التاريخية لألعاب القوى الأسترالية (الإنجليزية)
- سام باينز على موقع الدوري الماسي (الإنجليزية)
- سام باينز على موقع اتحاد ألعاب الكومنولث (مؤرشف) (الإنجليزية)
- سام باينز على موقع دورة ألعاب الكومنولث 2014 (مؤرشف) (الإنجليزية)